# No eran nadie
No eran nadie es una película chilena de 1982, dirigida por Sergio Bravo. Calificada por su autor como un docudrama, fue filmada en el archipiélago de Chiloé de manera clandestina durante la dictadura militar de Augusto Pinochet y aborda temáticas de derechos humanos, junto con ser un retrato de la vida en Chiloé.
La película se presentó en diversos festivales de cine, entre ellos los de Cannes y Locarno, mientras que en Chile recién se estrenó de manera oficial en 1987.

## Sinopsis
Dos mujeres se cuentan sus dolores, navegando en una lancha que regresa de la fiesta de Jesús Nazareno en la isla Caguach. Malva Hernández, profesora de la Universidad de Chile, y Rosalía Millalonco, trabajadora de una planta conservera de mariscos, quien busca a Audelio Cárdenas, desaparecido durante una campaña de pesca en el archipiélago de las Guaitecas.

## Elenco
- Rebeca Garrido como Chía
- Marés González como Malva Hernández
- Patricia Leviñanco como Chinda
- Eric Barría como Audelio Cárdenas
- Betty Hueicha
- M. Benaida Unquen
- Pedro Hueicha

## Producción
El interés de Sergio Bravo por hacer una película sobre Chiloé existía al menos desde los años 60, pues había concebido la idea junto con Violeta Parra. Tras el golpe de Estado de 1973, y dada la censura que desde entonces imperaba, Bravo optó por trabajar en el archpiélago. «En Chiloé habia mucho menos vigilancia que en el resto del país», explicó el cineasta en 1983, «y a mí me interesaba mostrar esa realidad, incluido su lado moral. Por eso aparece en el film el tema de los desaparecidos; yo no lo puse forzado, es un tema latente en todo Chile».
La producción de la película se conoció a mediados de 1979 cuando la Fundación Diocesana para el Desarrollo de Chiloé (Fundechi) anunció la firma de un convenio de coproducción de un largometraje documental de Sergio Bravo, titulado La rosa de las islas,el cual trataría sobre las costumbres, tradiciones y mitología de Chiloé, con énfasis «en el valor y entereza de la mujer chilota», sin mención alguna a la temática de los derechos humanos. En el trabajo de documentación, Bravo contó con la cooperación de la folclorista Gabriela Pizarro, el escritor Francisco Coloane, el investigador Renato Cárdenas, y los arquitectos Nelson González y Renato Vivaldi.
La filmación se realizó de manera clandestina entre 1979 y 1980 en diferentes islas del archipiélago, como también en Angelmó, Puerto Montt.«Para hacer La rosa de los vientos no le pedí permiso a nadie. Se suponía que había que mostrar el guion. Yo no mostré nada. Hice todo bastante clandestino. Por eso me fui a Chiloé», dijo el realizador en 2001.
El título original —propuesto por Coloane— posteriormente cambió a La rosa de los vientos; finalmente quedó en No eran nadie, sacado de la composición poética Las tierras y los hombres de Pablo Neruda, que aparece en Canto general.
Para abordar el tema de los detenidos desaparecidos, Bravo incorporó al filme la historia de la profesora universitaria Malva Hernández, cuyo hijo Rodrigo Medina Hernández, estudiante de Filosofía de la Universidad de Chile y mirista, había sido detenido por la DINA el 27 de mayo de 1976 y desde entonces era detenido desaparecido. Hernández, a su vez, había sido despedida del Pedagógico de la Universidad de Chile en mayo de 1980 debido a su participación en la Agrupación de Familiares de Detenidos Desaparecidos.
Bravo tuvo que vender su casa para poder financiar parte de la producción. Tras partir a Francia en 1981, pudo terminar la película gracias al apoyo del Instituto Nacional del Audiovisual.

## Estreno
No eran nadie se estrenó en 1982 en la sección Un certain regard del Festival de Cannes. Ese mismo año continuó exihibiéndose en otros festivales europeos, entre ellos el de Locarno y el de Turín. Posteriormente se exhibió en la televisión francesa, alemana y española.
En Chile recién tuvo su estreno en julio de 1987, aunque ya se había exhibido de manera no oficial años antes una vez, en la sala de la Fundechi en Ancud. La película también se exhibió en 2005 en la 12.ª versión del Festival de Cine de Valdivia, en el marco de una retrospectiva de la obra de Sergio Bravo.
El filme hoy solo está disponible en la Centro de Documentación Audiovisual del Museo de la Memoria y los Derechos Humanos, en Santiago.